# Spodiopogon formosanus
Espèce
Spodiopogon formosanus, le millet de Taïwan ou millet oléagineux de Taïwan, est une espèce de plantes monocotylédones de la famille des Poaceae, sous-famille des Panicoideae, endémique de Taïwan. 
C'est une plante herbacée vivace pouvant atteindre 1,5 mètre de haut aux inflorescences en panicules.
L'espèce est traditionnellement cultivée comme céréale mineure par les populations aborigènes de Taïwan.
Son progéniteur sauvage est très probablement Spodiopogon cotulifer, espèce présente  à Taïwan ainsi qu'en Chine continentale
Pendant la majeure partie du XXe siècle, le millet oléagineux de Taïwan avait été identifié à tort comme Echinochloa esculenta (millet du Japon ou hie 稗) jusqu'à ce qu'il soit « redécouvert » dans les années 2000 par l'archéobotaniste américain, Dorian Fuller, et que les spécimens découverts soient identifiés sous leur nom botanique correct de  Spodiopogon formosanus.

## Description
Spodiopogon formosanus est une plante herbacée vivace,  rhizomateuse. Les chaumes dressés, non ramifiés, atteignent de 60 à 130 cm de haut sur 2,5 à 5 mm de diamètre. Les gaines sont glabres. Le limbe foliaire, linéaire-lancéolé, rétréci à la base et glabre, aigu à l'apex, mesure de  20 à 50 cm de long sur 1 à 1,5 cm de large et présente une ligule de 2 à 3 mm de long. Les feuilles sont lisses à la face abaxiale et scabres à la face adaxiale. Les feuilles inférieures ont un limbe pseudopétiolé.
L'inflorescence est une panicule ouverte, à contour ovale, de 5 à 15 cm de long, ramifiée dans sa partie distale, avec des ramifications de 3 à 6 cm de long. 
Les épillets de 4 à 5 mm de long, dodus, portent des poils calleux de 0,2 à 0,5 mm de long. La glume inférieure est largement lancéolée, glabre à hispide, et présente des nervures lisses sauf près de l'apex. L'apex, émarginé, est finement mucroné. la glume supérieure présente un mucron d'environ 0,5 mm de long.
La fleur inférieure est stérile. La lemme supérieure est bilobée dans le tiers supérieur et présente une arête de 0 à 5 mm de long. Les anthères font 2 à 3 mm de long.

## Culture
Dans les villages de Vedray (Rukai, 霧台 Wutai), Masilid (Paiwan) et Tahun (Bunun), le millet de Taïwan est cultivé aux côtés d'autres cultures céréalières telles que le riz , le millet des oiseaux, le sorgho, et les larmes de Job (et aussi l'éleusine et le millet commun à Tahun),.
Les peuples Bunun, Rukai et Paiwan sèment souvent du millet des oiseaux et du millet de Taïwan simultanément de l'hiver au début du printemps. Bien que le millet des oiseaux soit généralement récolté au milieu de l'été, le millet de Taïwan est récolté à la fin de l'automne.

## Taxinomie
L'espèce Spodiopogon formosanus a été décrite en premier par le botaniste britannique Alfred Barton Rendle et publiée en 1904 dans le Journal of the Linnean Society, Botany (Londres) 36: 351.

### Synonymes
Selon Plants of the World online (POWO) (16 avril 2022)  : 
- Andropogon cotulifer Thunb.
- Eccoilopus andropogonoides Steud.
- Eccoilopus cotulifer (Thunb.) A.Camus
- Eccoilopus cotulifer subsp. densiflorus (Ohwi) T.Koyama
- Eccoilopus formosanus (Rendle) A.Camus[9]
- Eccoilopus taiwanicus Honda[9]
- Eccoilopus tohoensis (Hayata) A.Camus[9]
- Eulalia cotulifer (Thunb.) Munro ex Miq.
- Miscanthus cotulifer (Thunb.) Benth.
- Saccharum cotuliferum (Thunb.) Roberty
- Spodiopogon kawakamii Hayata[9]
- Spodiopogon tohoensis Hayata[9]